# Miguel Urbán Crespo
Miguel Urbán Crespo (ur. 26 marca 1980 w Madrycie) – hiszpański polityk, deputowany do Parlamentu Europejskiego VIII i IX kadencji.

## Życiorys
Aktywista Lewicy Antykapitalistycznej, zajmował się redagowaniem magazynu „Viento Sur”. Był również menedżerem ds. kultury w jednej z bibliotek.
W 2014 wystartował w wyborach europejskich z siódmego miejsca na liście nowo utworzonej lewicowej partii Podemos, której był współzałożycielem. Eurodeputowanym został w marcu 2015, gdy z zasiadania w PE zrezygnowała Teresa Rodríguez. Przystąpił do Zjednoczonej Lewicy Europejskiej – Nordyckiej Zielonej Lewicy. W 2019 został wybrany na kolejną kadencję Europarlamentu.